# Sens-de-Bretagne
Sens-de-Bretagne é uma comuna francesa na região administrativa da Bretanha, no departamento Ille-et-Vilaine. Estende-se por uma área de 30,96 km². Em 2010 a comuna tinha 2 601 habitantes (densidade: 84 hab./km²).